# Kaktuskanastero
Kaktuskanastero (Pseudasthenes cactorum) är en fågel i familjen ugnfåglar inom ordningen tättingar.

## Utseende och läte
Kaktuskanasteron är en färglöst brungrå fågel utan tydliga fältkännetecken som ofta håller sin stjärt rest. Noterbart är dock orangefärgad haka, ett svagt ögonbrynsstreck och små inslag av kastanjebrunt i vingar och stjärt. Den är ljusare och brunare än kanjonkanasteron. Typiska sången består av en mycket snabb drill som avstannar i ett skallrande.

## Utbredning och systematik
Kaktuskanastero behandlas antingen som monotypisk eller delas upp i två underarter med följande utbredning:
- P. c. cactorum – Stillahavssluttningen vid Anderna i västra Peru (Lima, Ica och Arequipa)
- P. c. lachayensis – Perus södra kust (Lomas de Lachay)

## Levnadssätt
Kaktuskanasteron hittas i sparsamt bevuxna torra områden med inslag av högväxta kaktusar, därav namnet. I dessa bygger den sina bon.

## Status och hot
Arten har ett stort utbredningsområde, men tros minska i antal, dock inte tillräckligt kraftigt för att den ska betraktas som hotad. Internationella naturvårdsunionen IUCN listar arten som livskraftig (LC).